# Chanson de geste
Chanson de geste (дословно — «песнь о деяниях»), или жеста — жанр французской средневековой литературы эпического содержания. Самая известная жеста — «Песнь о Роланде».

## Термин
Выражение «chanson de geste» засвидетельствовано в средневековых памятниках начиная с XII века. Слово «жеста» (geste, от лат. gesta, «деяния») означало в старофранцузском языке «рассказ о подвигах» и относилось прежде всего к героическим традициям, связанным либо с отдельным персонажем, либо с его родом, либо даже с целым коллективом.
Поэмы сохранились примерно в сотне рукописей XII—XIV веков. В середине XIX века этот жанр заново открыли филологи-романтики, давшие ему толкование в тех же понятиях, к каким прибегали в то время для объяснения гомеровских поэм.

## Содержание
Действие (за крайне редкими исключениями) происходит в эпоху, которую мы называем каролингской; в отдельных случаях в рассказе можно даже узнать воспоминания о известных реальных событиях, случившихся в VIII, IX и X веках. Небольшое число героев песней о деяниях с разной степенью вероятности отождествляются с историческими лицами тех же VIII—X веков, очень редко — более раннего или более позднего периода: так, Роланд, Гильом Короткий Нос, Жирар де Вьенн более или менее непосредственно восходят к личностям высоких должностных лиц империи времён Карла Великого или Людовика I; Ришар Старый из «Роланда» — это, возможно, один из герцогов Нормандских рубежа X—XI веков.
Во многих песнях показаны войска христианских баронов, воюющие против язычников, или сарацин, либо против отступников, вступивших с ними в союз; облик этих противников обрисован в самых общих чертах, зачастую карикатурно, без подробных описаний: так изображаются мусульмане, с которыми растущий вширь христианский мир столкнулся в начале XI века.

## Авторство
Хотя ранние chansons de geste по преимуществу анонимны, в их текстах сохранилось около пятнадцати имён поэтов, которые претендовали на авторство соответствующих поэм. Считалось, что перу одного из них, Адене ле Руа, принадлежали три поэмы: «Детство Ожье Датчанина», «Большеногая Берта» и «Бев де Коммарши». Очевидно, поэты, сообщающие нам свои имена в определённых текстах, и являлись авторами этих текстов. Представляющие себя таким образом поэты, вероятно, принадлежали к аристократическим кругам, в которых жонглер пользовался известным уважением, и потому они вполне могли отважиться на саморекламу без опасений, что это сочтут наглостью. Авторы же множества других поэм, остающихся безымянными, могли быть выходцами из более скромных слоёв, где поэзия считалась не настолько почтенным занятием, чтобы о нём можно было говорить с гордостью.

## Строение
Общая структура поэм способна ввести в заблуждение: медиевисты нередко ошибались, предполагая в них наличие интерполяций или повреждений рукописи. Как правило, песнь о деяниях кажется внешне разнородной: она совмещает в себе разные по тону или стилистике эпизоды, в ней множество отступлений, повторов, противоречий в деталях. Подобные факты объясняются тем, что, по-видимому, вплоть до середины XII века этот жанр имел исключительно устный характер. В то время песни о деяниях исполняли особые странствующие певцы, жонглеры. Многие тексты содержат указание на время декламации: её начинают после завтрака и заканчивают с наступлением темноты. Например, декламация «Роланда», с различными перерывами, могла растягиваться на два дня. Начиная с середины XII века некоторые певцы использовали в качестве шпаргалок маленькие (форматом 16—17 на 10—12 см) карманные рукописи довольно грубой работы; до нас дошло семь таких «жонглерских рукописей», благодаря которым сохранился целый ряд поэм («Рауль де Камбре», «Жирар Руссильонский», «Алисканс» и, быть может, Оксфордский «Роланд»).
Доказано, что вплоть до XIII века песни о деяниях исполнялись в музыкальном сопровождении. Однако мы располагаем музыкой лишь к одному стиху, взятому из пародийной песни о деяниях, «Одижье», и введённому в одно из музыкальных отступлений «Игры о Робене и Марион» Адама де ла Аля. Вероятно, певец имел в своём распоряжении три мелодических фразы (каждая длиной в один стих) и свободно чередовал их на протяжении лессы, придавая ей особый мелодический характер. Кроме того, в некоторых песнях в конце лессы имеется либо лаконичный рефрен, либо укороченный, так называемый «одиночный» стих (vers orphelin).
Все песни о деяниях, за исключением «Гормона и Изамбара», написаны десятисложным (с цезурой по схеме 4 + 6, очень редко 6 + 4) или александрийским (6 + 6) стихом.

## Происхождение
Большинство исследователей полагают, что Chanson de geste в своей первоначальной форме возникла, вероятнее всего, ближе к середине XI века. Судя по тем внутренним и внешним данным, которые содержатся в древнейших текстах, она зародилась, скорее всего, на севере Франции, между Луарой и Соммой, а точнее, в западной части этого региона (в Нормандии и прилегающих к ней областях).

### Тематика
Первых медиевистов поразил временной разрыв между самими поэмами и реальными событиями, на которых, по всей видимости, была основана эпическая фабула. Установив, что их разделяет трёх-четырёхвековая пустота, они попытались заполнить её: либо предполагая существование непрерывной традиции и тем самым относя истоки жанра к каролингской эпохе, либо выдвигая различные гипотезы относительно способа передачи «эпических легенд». Теории по второму вопросу сводятся к двум типам: они либо допускают наличие местных народных традиций, которые могут включать в себя повествовательные «кантилены» — разновидность лироэпических баллад; либо же исходят из представления о том, что непосредственные данные (документ, хроника) были обработаны некими посредниками и в таком виде дошли до поэтов. Их аргументация строится не столько на фактах, сколько на домыслах. Надёжных документов очень мало, все они имеют ограниченное значение и не годятся для широких обобщений. Два из них постоянно упоминаются в исследованиях: первый, так называемая «Песнь о святом Фароне» — это фрагмент из восьми стихов, явно эпического содержания, написанных на крайне испорченной латыни; он процитирован у одного агиографа IX века, который видит в нём народный плач, исполнявшийся женскими хорами. Второй из этих документов, «Гаагский фрагмент», — отрывок эпической поэмы в прозаическом латинском пересказе первой половины XI века, чрезвычайно трудный для толкования: возможно, это остаток какой-то латинской поэмы школьного типа на сюжет, взятый из народной традиции и родственный будущей жесте о Гильоме Коротком Носе.
Сегодня медиевисты скорее склоняются к мысли, что в разных песнях о деяниях процесс заимствования происходил по-разному. Некоторым песням (например, «Гормону и Изамбару») могли предшествовать кантилены; другие (как, возможно, древнейшие песни из цикла о Гильоме или «Паломничество Карла Великого») основаны, скорее всего, на амплификациях церковного происхождения; наконец, иногда поэт мог почерпнуть первичные данные песни в устных традициях какого-либо региона («Жирар Руссильонский») или феодального линьяжа («Рауль де Камбре»), либо сохранявшихся и распространявшихся вдоль больших дорог («Роланд»).

### Форма
Доказано, что лесса сложилась в рамках архаического жанра «песней о святом»: их изначально правильный куплет постепенно развился в лессу, уступая потребностям повествования. Те же песни о святом содержат в зародыше и эпическую систему соединения лесс, и систему формул. Наконец, следует учитывать преимущественно повествовательный характер песен о святом. Не менее разительны и связи между ними в плане содержания. В песнях о святом значительное место занимает рыцарская тематика (политика и даже война); древнейшие песни о деяниях строятся на нескольких простых оппозициях антитез, религиозных по смыслу (христианин — язычник, торжество веры — поражение дьявола, избранничество рыцаря — проклятие его противника) и проиллюстрированных почти агиографическими мотивами (поклонение реликвиям; фразеология, в силу которой смерть на поле брани представляется мученичеством).
Судя по всему, в ранний период употреблялся восьмисложник, который затем постепенно сменился десятисложником или александрийским стихом.

## Древнейшие поэмы
- «Песнь о Роланде» (упомянута в испанской хронике 1060—1070 гг.)
- «Песнь о Гильоме» (упомянута у историка Ордерика Виталия, 1080 год) — бурлеск о добром великане
- «Гормон и Изамбар» (ссылка в хронике Гарульфа из Сен-Рикье, 1088 год)
- «Жизнь благородного графа Жирара Руссильонского» (нач. XII в.)
- «Паломничество Карла Великого» (первая половина XII века; сложено, возможно, в аббатстве Сен-Дени) — на тему поиска реликвий, носит явно пародийный характер

Все прочие известные нам поэмы датируются периодом после 1150 года. Почти все они тесно связаны с «Роландом», иногда это прямое подражание.

## Эволюция
С середины XII века изображение подвигов рыцаря сочетается с описаниями его хозяйственной жизни (денежных, земельных вопросов). Одновременно, под влиянием куртуазных нравов, в поэмах появляются женские фигуры, на которых частично сосредоточен интерес публики.
В XIII веке преобладает большой объём, а ассонанс постепенно вытесняется рифмой.
В конце XIII века доблесть окончательно оттесняется иными повествовательными мотивами, заимствованными из романа: поздние песни о деяниях не отличаются от него практически ничем, кроме лессы. Возникают такие песни, как «Айа Авиньонская», «героем» которой является женщина, сеющая своими чарами раздор в рядах воинов, феерический «Гюон Бордоский» и поэмы Адене ле Руа, предвосхищающие романы плаща и шпаги.
В XIV веке с одной стороны, идёт переработка более ранних поэм и, иногда, их объединение в обширные «рыцарские романы», с другой — их адаптации либо использования на иностранных языках. «Гуго Капет» и «Карл Лысый» вводят новых персонажей; последняя поэма считается одной из последних песней о деяниях.
Особый интерес представляет норвежская прозаическая компиляция, «Карламагнуссага», осуществлённая около 1230—1250 гг. и значительно расширенная и обогащённая в 1290—1320 гг. неким исландским монахом; это незаменимый источник сведений о французской эпопее.
Последний расцвет песни о деяниях наблюдается в южной Италии. В конце XIII — начале XV века некоторое число французских песней, в том числе «Роланд» и «Алисканс», были переложены на некий гибридный язык, именуемый «франко-венетским». Основная часть этих текстов сохранилась в рукописях венецианского собора Св. Марка; они свидетельствуют о том, что французский эпический материал получил в Италии широкое распространение. Отсюда возникла позднейшая компиляция Андреа да Барберино I reali di Francia («Французские короли»). Другие франко-венетские песни отходят от своих образцов, сотворяя их заново. Наконец, отдельные песни сохраняют французскую эпическую форму, но представляют собой оригинальные творения, например, «Вступление в Испанию» конца XIII века, принадлежащее какому-то падуанскому поэту, и его продолжение, «Взятие Памплоны», написанное около 1330 г. Николо из Вероны. К последним двум песням обращались впоследствии многие итальянские поэты XIV века; именно они стоят у истоков поэм Боярдо и Ариосто.
В XV веке французская эпопея угасла окончательно. В этот период придворные литераторы создают по велению государей новые, прозаические переработки отдельных групп песней предшествующей эпохи: так, Давид Обер подносит герцогу Бургундскому «Хроники и завоевания Карла Великого». Эти прозаические переложения служат источником большинства французских и зарубежных романов XV—XVI веков, а затем и целой традиции народной литературы, ярмарочных книг, которые циркулируют в разных областях Европы вплоть до XVIII века.

## Жесты
В конце XII века возникают «жесты», или песенные циклы. Отправной точкой этого процесса выступает герой уже существующей поэмы — он либо переходит в одну или несколько новых поэм, где ему приписываются другие подвиги; либо же новые песни воспевают предков, родственников и даже потомков этого героя. Принято выделять три цикла песней (считается, что придумал это распределение поэт начала XIII столетия Бертран де Бар-сюр-Об во вступлении к поэме «Жирар де Вьенн»):
- цикл о Карле Великом или Королевская жеста (о родителях Карла Великого — Пипине Коротком и Берте Большеногой, о детстве и юности Карла, его походах и т. д.; окончательно сложился в конце XII — середине XIII века), в том числе:
  - «Майнет»
  - «Базен»
  - «Берта Большеногая»
  - «Королева Сибила»
  - «Аквин»
  - «Отинель»
  - «Ги Бургундский»
  - «Ансеис Картахенский»
  - «Аспремонт»
- цикл о мятежных баронах или Жеста Доона де Майанс (достаточно искусственно объединяет поэмы о мятежных феодалах, бросающих вызов авторитету королевской власти и вступающих в открытую борьбу с Карлом):
  - «Гормон и Изамбар»
  - «Рауль де Камбре»
  - «Жирар Руссильонский»
  - «Подвиги Ожье»
- цикл о Гильоме или Жеста Гарена де Монглан — в общих чертах сложился к 1220 году и дополнялся на протяжении XIII века; всего около 30 поэм о предках, родичах и потомках графа Гильома Оранжского:
  - «Коронование Людовика»
  - «Нимская телега»
  - «Взятие Оранжа»
  - «Монашество Гильома»
  - «Алисканс»
  - несколько песней об Эмери, вымышленном отце Гильома, и об их предках («Нарбоннцы»)

Иногда также выделяют «цикл о Лотарингцах», включающий четыре или пять песней конца XII — начала XIII века, «Нантейльскую жесту», а также «жесту крестовых походов». Многие второстепенные персонажи встречаются в песнях, входящих в разные циклы. Во второй половине XII века сложился фонд эпической ономастики, из которого черпали все авторы.
Некоторые поэмы не поддаются классификации по циклам:
- «Флоовант», героем которого является сын Хлодвига
- две песни XII века об Эли де Сен-Жиле
- романная песнь «Ами и Амиль» (конец XII века)
- «Гюон Бордоский».